# Gemeentelijke herindelingsverkiezingen in Nederland 1998
De gemeentelijke herindelingsverkiezingen in Nederland van 1998 waren tussentijdse verkiezingen voor een gemeenteraad in Nederland die gehouden werden op 18 november 1998.
De verkiezingen werden gehouden in zestien gemeenten die betrokken waren bij een herindelingsoperatie die op 1 januari 1999 is doorgevoerd.
De volgende gemeenten waren bij deze verkiezingen betrokken:
- de gemeenten Buren, Lienden en Maurik: samenvoeging tot een nieuwe gemeente Buren;[1]
- de gemeenten Deventer en Diepenveen: samenvoeging tot een nieuwe gemeente Deventer. Omdat deze herindeling samenging met een wijziging van de grens tussen Bathmen en Deventer werden ook in Bathmen tussentijdse verkiezingen gehouden;[2]
- de gemeenten Gulpen en Wittem: samenvoeging tot een nieuwe gemeente Gulpen-Wittem;[3]
- de gemeenten Ammerzoden, Hedel, Heerewaarden, Maasdriel en Rossum: samenvoeging tot een nieuwe gemeente Maasdriel;[4]
- de gemeenten Brakel, Kerkwijk en Zaltbommel: samenvoeging tot een nieuwe gemeente Zaltbommel.[4]

In deze gemeenten zijn de reguliere gemeenteraadsverkiezingen van 4 maart 1998 niet gehouden.
Door deze herindelingen daalde het aantal gemeenten in Nederland per 1 januari 1999 van 548 naar 538.